# Villa Garnier
La villa Garnier è una struttura ricettiva per vacanze e soggiorni turistici situata nel comune di Bordighera, in via Charles Garnier, in provincia di Imperia. La villa, e la villa Amica, una delle residenze secondarie, fanno parte degli immobili tutelati dalla Soprintendenza per i Beni Architettonici e Paesaggistici della Liguria.

## Storia

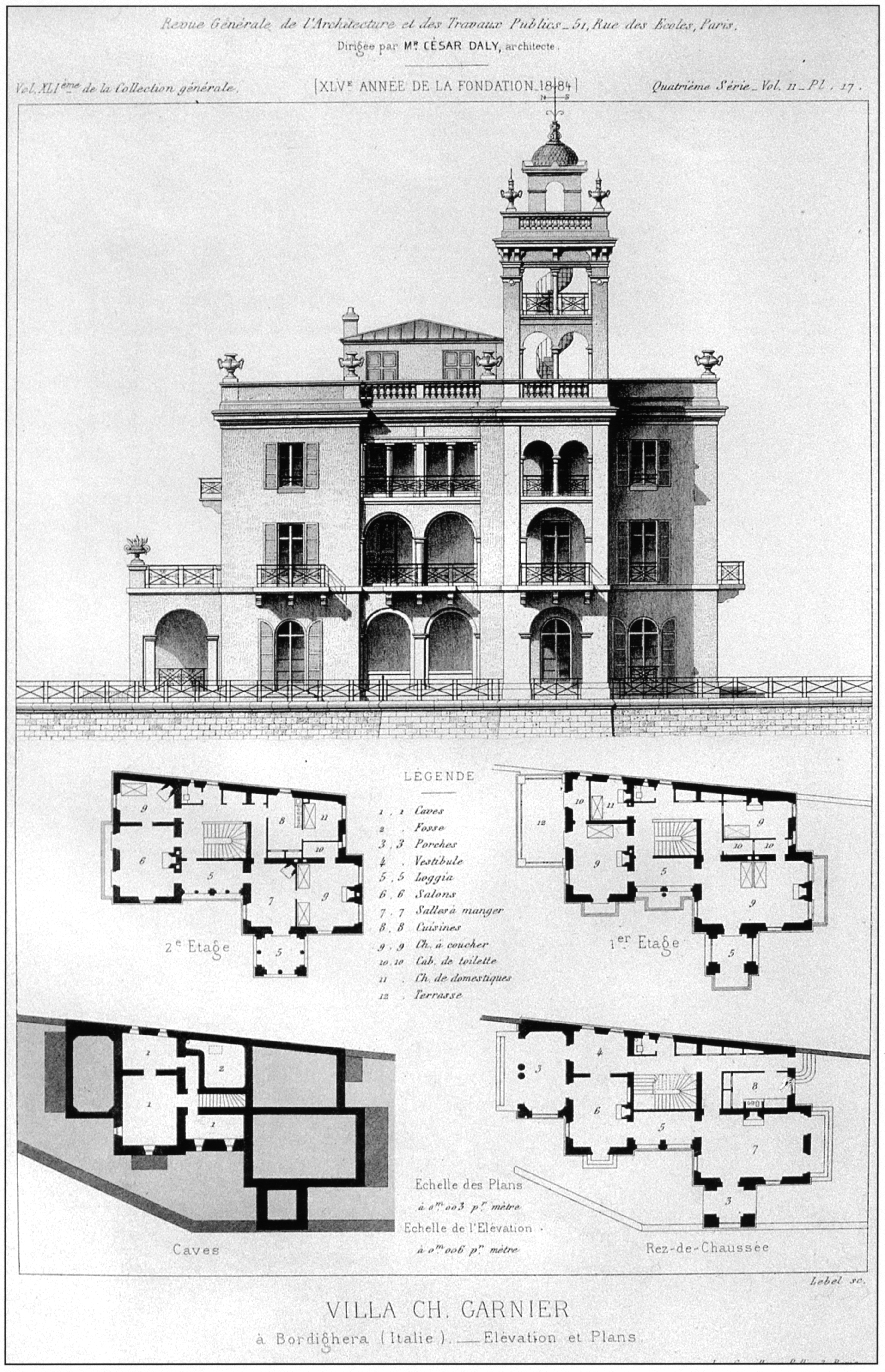
Tavole del progetto della villa

Nel 1871 Charles Garnier lasciò Parigi e il suo cantiere dell'Opéra che si era bloccato a causa della guerra con la Prussia e della Commune. Con la famiglia si trasferì a Mentone, città natale della moglie, Louise Bary, ma visitando i dintorni scoprì Bordighera. Già nel maggio del 1871 Garnier scelse un terreno vicino all'Arziglia, dove costruire la sua villa. Sfortunatamente il terreno era già occupato da una vecchia cappella dedicata a san Sebastiano, ma che era stata sconsacrata poiché serviva da scuola per i ragazzi del paese. Il terreno si trovava fuori dalle mura della città vecchia e scendeva verso il mare e la spiaggia dei pescatori, la famosa Arziglia. Per ottenere il terreno tanto desiderato Garnier decise di offrire una somma considerevole per l'epoca, 6000 lire, che sarebbero servite per costruire una nuova scuola, ben più moderna e grande. Per facilitare la transazione, Garnier offri anche il progetto per la nuova scuola, che prevedeva non soltanto la sezione maschile, ma anche quella femminile e una scuola per l'infanzia. Il comune, di fronte a un'offerta tanto eccezionale, non poté che accettare.
L'unico disegno preparatorio della villa, giunto sino a noi, indica che Garnier aveva previsto degli archi moreschi per la torretta della villa. Questa opzione non fu realizzata ma lo stile moresco resta comunque presente nella struttura della torre, sottile e slanciata come un minareto arabo. Garnier aveva soprannominato la torre Mon mirador, a causa della splendida vista.
La villa si sviluppa su tre piani ai quali si accede tramite una scala in legno. La scala era stata commissionata a Parigi con l'intento di risparmiare. Sfortunatamente a causa delle spese di spedizione e alla spese doganali il prezzo lievitò fino a 1.000 scudi. Come termine di paragone si consideri che il costo totale della villa fu 75.000 scudi. Al pian terreno si accede alla villa grazie a un loggiato ora chiuso da vetrate. L'ingresso è decorato da affreschi e disegni realizzati dagli amici di Garnier. Appena entrati sulla destra c'è il salotto, molto più piccolo della camera da pranzo, dove Garnier amava intrattenere i suoi ospiti. Dietro al vano scale si accede alla sala da pranzo, particolarmente ampia e luminosa. I due locali erano messi in comunicazione da un corridoio/loggiato chiuso da inferriate che i proprietari amavano chiamare la "Cage aux lions". Questo ambiente, ora trasformato in cappella, è decorato da un bellissimo affresco che riproduce la villa e gli edifici secondari acquistati poi da Garnier, come erano nell'Ottocento.

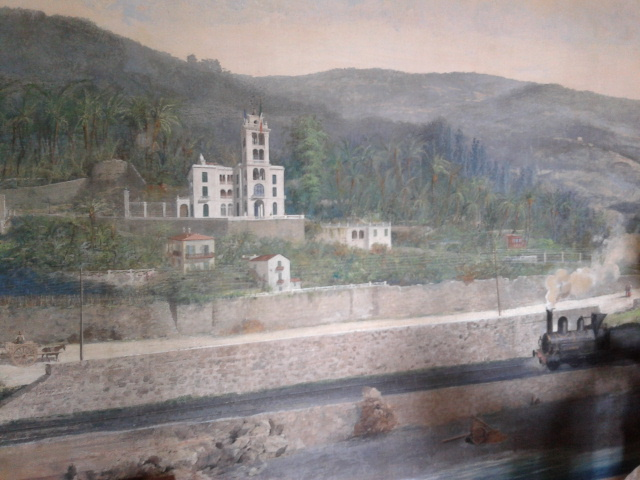
Affresco della Cage aux lions, con veduta di villa Garnier, villa Minima e villa Modesta in basso e villa Negro a destra.

Ai piani superiore naturalmente c'erano le camere per la famiglia e per gli ospiti. La camera padronale aveva ben cinque aperture per poter godere al massimo della luce e da una di queste si aveva accesso alla torretta. La camera dei genitori e quella del figlio comunicavano grazie a un loggiato aperto che venne poi chiuso per permettere al figlio Christian di raccogliervi le sue collezioni di conchiglie, fossili, carte geografiche, ecc..
Il secondo piano era stato ideato come un appartamento autonomo da utilizzare per gli ospiti e da lì si poteva accedere ad una splendida terrazza che dava accesso alla torretta e permetteva di ammirare il mare e l'Arziglia. Col tempo Garnier ingrandì notevolmente la sua proprietà ed acquistò anche delle residenze secondarie che gli permisero di ospitare i suoi amici recuperando la sua privacy. La villa fu terminata nel 1873, ma fu solo nel gennaio del 1875 che la famiglia si trasferì a Bordighera per i mesi invernali.
A Bordighera Garnier riceveva molte persone tra cui Ernest Meissonier e Gustave Boulanger. Tracce del loro passaggio sono ancora visibili oggi sui muri dell'entrata, dove si possono anche ammirare affreschi realizzati da altri artisti amici di Garnier. Tra cui alcune caricature che ritraggono: Jules Eugène Lenepveu, Alexandre Bida, Cassien Bernard, Chabaud e Georges Clairin. L'elegante villa divenne un modello per l'architettura della Riviera e della Costa Azzurra.
Nell'agosto del 1898 Garnier morì in Francia, e poco tempo dopo mancò anche l'amato figlio Christian. La vedova continuò a venire a Bordighera durante la stagione invernale, ma non ebbe più il coraggio di tornare alla villa Garnier e decise di risiedere a villa Amica. Alla sua morte Louise legò la villa alla Sociètè de Gèographie di Parigi, lasciando anche tutti gli arredi, le opere d'arte, i libri, ecc. oltre a 200.000 franchi per il mantenimento della proprietà, con l'unica condizione che la villa non fosse venduta. Malgrado questa clausola, nel 1929 la villa fu venduta al critico d'arte americano John Hemming Fry che, in segno di ammirazione, fece innalzare un monumento a Garnier, nella Pineta del Capo, il 28 aprile 1935.
La proprietà passò poi alla diocesi di Ventimiglia e dal 1954 alle Suore di San Giuseppe di Aosta.

## Le residenze secondarie

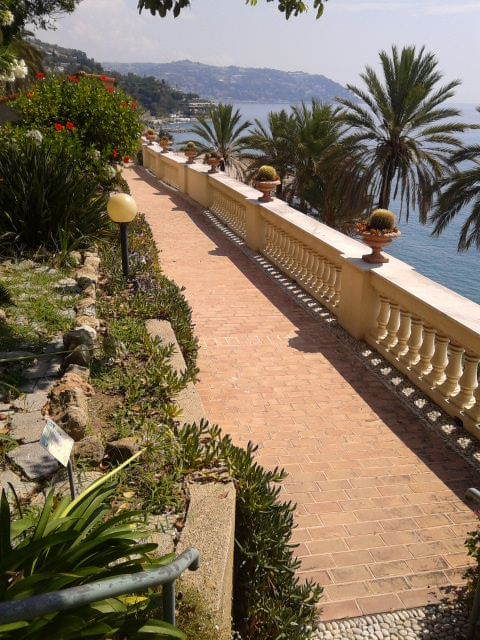
Balconata del giardino

Dopo aver realizzato la sua villa, Garnier acquistò terreni e proprietà limitrofe per ampliare la sua proprietà. Furono realizzati ben 29 atti di acquisto e uno dei primi fu villa Negro (1877), situata nella zona orientale del giardino. Il piccolo padiglione, oggi scomparso, fu trasformato in hammam su consiglio del medico di famiglia e amico, Depraz. La villetta fu ampliata sul lato sud e sul lato nord fu realizzato un piccolo specchio d’acqua, profondo solo 50 cm, per creare un piacevole effetto specchio. Al pian terreno si realizzò la piscina con il calidarium, e nel piccolo ampliamento si costruì il tepidarium, una doccia e la scala interna che conduceva al piano superiore. A questo livello si trovava la sala di rilassamento, gli spogliatoi ed i servizi igienici. Due grandi finestre permettevano di ammirare il mare.. Quando villa Garnier fu venduta al pittore americano Hemming Fry, l'hammam fu trasformato in un atelier.
Il 16 agosto 1882 Garnier acquista da Richard Domenico, villa Modesta, sita nell'attuale via Garnier 42. La villa si sviluppava su tre livelli, collegati fra loro da una scala esterna. Al pian terreno vi era una grandissima cucina, al primo si trovavano un salone con camino e la sala da pranzo, al secondo tre camere da letto padronali, più una piccola stanza per la servitù. Nel 1900 la vedova Garnier fece ampliare i due piani superiori sul lato ovest.
Intorno al 1883 Garnier aveva già acquistato da Giuseppe Ballauco villa Minima. La proprietà che fu ricostruita dal nuovo proprietario, si trovava probabilmente all'altezza dell'attuale 50 di via Garnier. Garnier la chiamò villa Minima a causa delle sue ridotte dimensioni. La villa aveva una forma di L rovesciata e si sviluppava essenzialmente in profondità. Al pian terreno vi erano le stanze riservate alla servitù, al primo, sul lato sud, salone con camino e sala da pranzo, e sul lato nord cucina e dispensa. Al piano superiore tre camere da letto con il bagno. I tre livelli della villa erano messi in comunicazione da una scala esterna coperta da una tettoia, probabilmente in legno. Durante i lavori della ferrovia Genova-Ventimiglia e l'ampliamento della via Aurelia, buona parte del giardino fu espropriato e la villa fu poi demolita e ricostruita dal nuovo proprietario, Maurizio Lega.
Non si conosce la data esatta dell'acquisto di villa Amica ma si sa che all'inizio del 1883 era già di proprietà della famiglia Garnier. La villa, tuttora esistente, si trova al numero 2 di via Garnier. Non ci sono dei disegni originali che attestano la struttura interna della villa ma si può supporre che la disposizione interna dei locali ricalcasse quella delle ville adiacenti. Purtroppo il giardino fu ridotto a causa di uno esproprio di circa 400 metri quadri. La villa, che è sicuramente la più belle delle dépendance acquistate da Garnier, divenne la residenza principale della vedova Garnier alla morte del marito e dell'amatissimo figlio. Louise non aveva più il coraggio di continuare a vivere a villa Garnier, lasciò quindi la villa principale intatta, come se tutta la famiglia dovesse ritornarvi e si trasferì a villa Amica. Nel 1919 Louise lasciò la villa al figlioccio ed esecutore testamentario Armand Girette.
La dependance più famosa fu villa Studio, l'unica costruita ex novo da Garnier. La villa, che si trova in via Garnier 22, fu realizzata per ospitare lo studio del famoso architetto. Nel 1884 le condizioni di salute dell'amato figlio Christian, si erano degradate e il padre decise di cedergli il suo studio a villa Granier e di farne uno nuovo per lui. Per prima cosa Garnier realizzò una grande cisterna d'acqua che si estendeva fino a villa Amica. La villa si sviluppava su tre livelli, di cui il pian terreno ed il primo costituivano un'abitazione indipendente. Al pian terreno c'erano i locali di servizio, la cucina, la sala da pranzo e il salone, collegato al piano superiore via una scala che giungeva direttamente nella camera da letto principale. Al primo piano c'erano dunque due camere, un bagno e due piccole stanze supplementari. Lo studio si trovava all'ultimo piano con un vano di sette metri per cinque. Un ampio camino centrale ed un soffitto a capriate davano calore al locale e due ampi finestroni illuminavano lo studio, permettendo di ammirare il mare e la baia dei pescatori, chiamata Arziglia. Adiacente allo studio vi era un locale di riposo ed i servizi igienici. Alla villa era annesso un giardino, ingentilito dalle famose palme bordigotte ed un orto che collegava la proprietà con villa Amica. Alla morte di Garnier l'edificio fu affittato e nel 1913 Hemming Fry chiese alla vedova Garnier, Louise, di poter apportare alcune modifiche. Nel 1919 villa Studio fu ereditata da Silvia Giuseppina Busquet, moglie dell'editore francese Charles Fouquet.

## I giardini
I giardini sono il frutto di una collaborazione fra Garnier, suo figlio Christian e Ludwig Winter. La villa era, fin dall'inizio, incorniciata da uno splendido palmeto. Il terreno di 6000 m², fu strutturato in terrazze sulle quali si coltivavano piante esotiche. Si dice che all'epoca ci fossero circa 600 specie diverse, tra cui anche piante di ulivo, fichi e limoni.
Oggi il giardino ha una dimensione più contenuta, circa 2500 m², ma mantiene una ricca collezione: 10 differenti tipi di palme, una Dracaena draco e svariati alberi centenari, tra cui un esemplare di Nolina longifolia. Nel giardino si possono ancora ammirare un busto di Charles Garnier dello scultore francese Jean-Baptiste Carpeaux e una colonna del palazzo delle Tuileries di Parigi.

## Galleria d'immagini

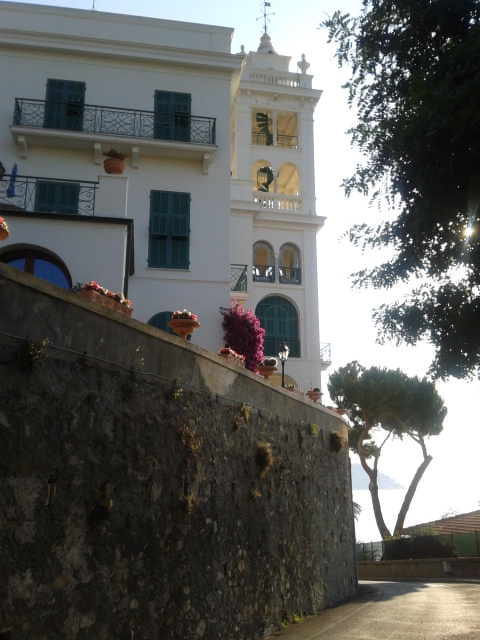
Villa Garnier con torretta
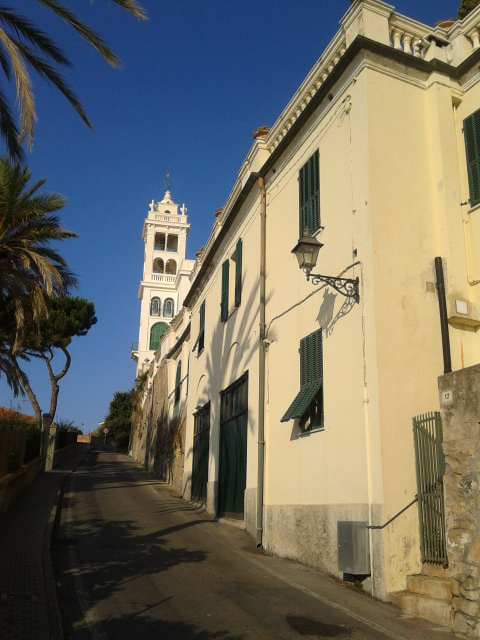
Villa Garnier, retro
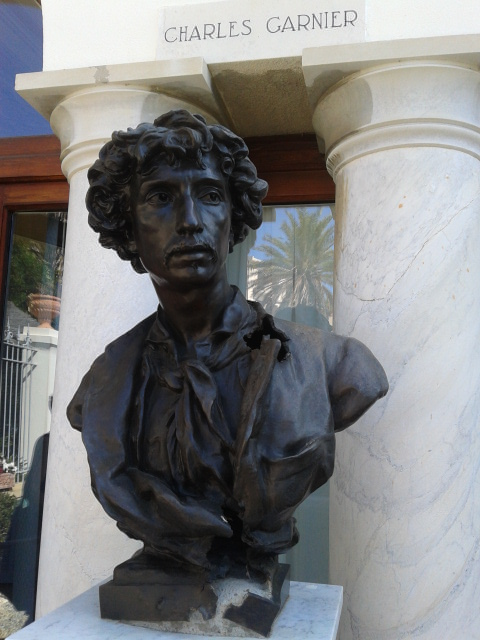
Busto di Charles Garnier a Villa Garnier, Bordighera
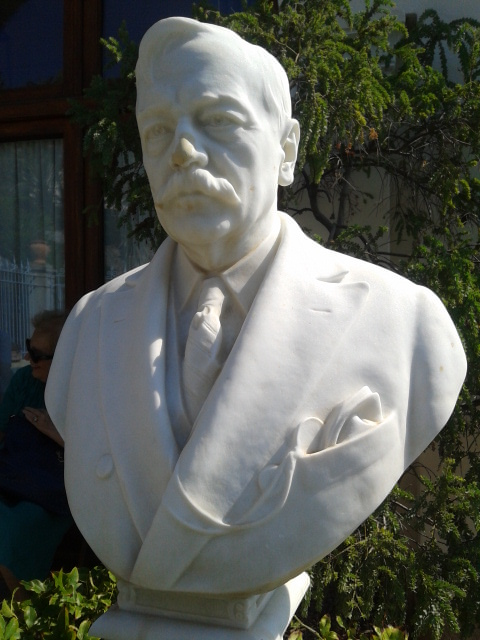
Busto di Mr Hemming Fry a Villa Garnier, Bordighera
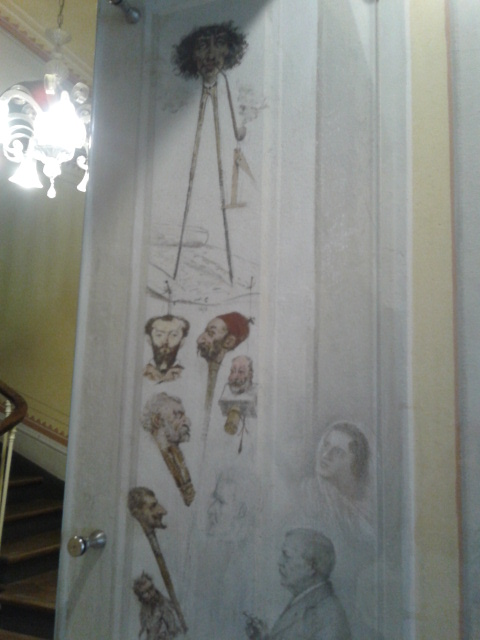
Caricature nell'entrata di Villa Garnier, Bordighera
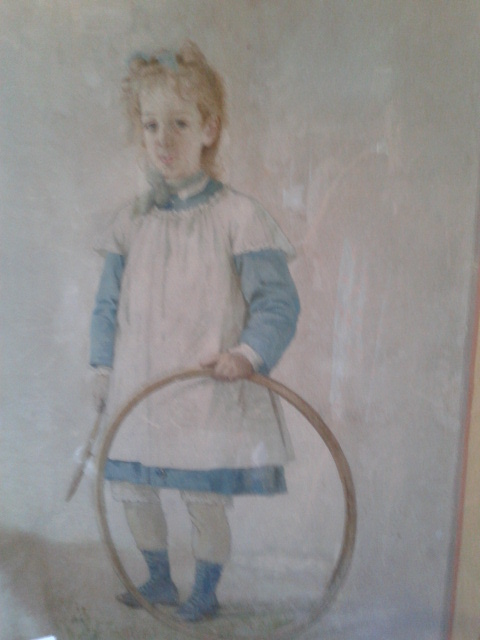
Ritratto di Christian Garnier bambino a Villa Garnier, Bordighera
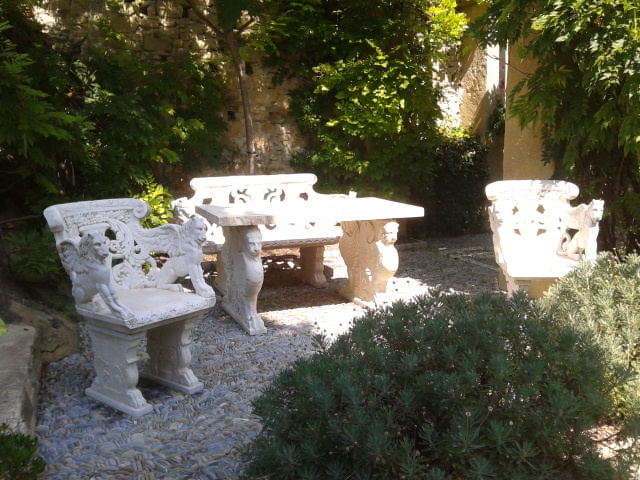
Villa Garnier, angolo giardino
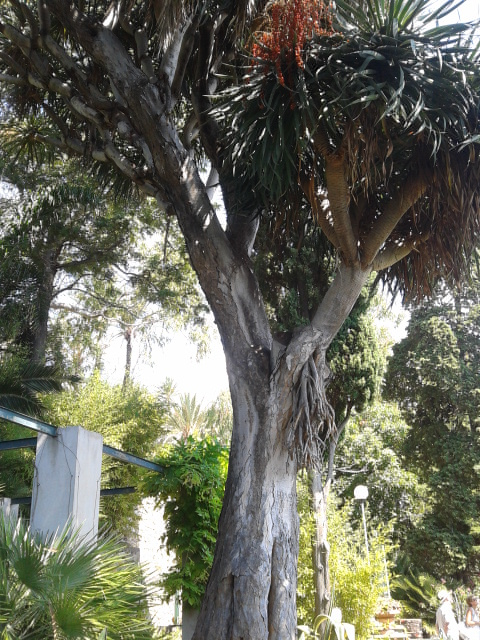
Villa Garnier, Dracaena draco (Albero del drago)
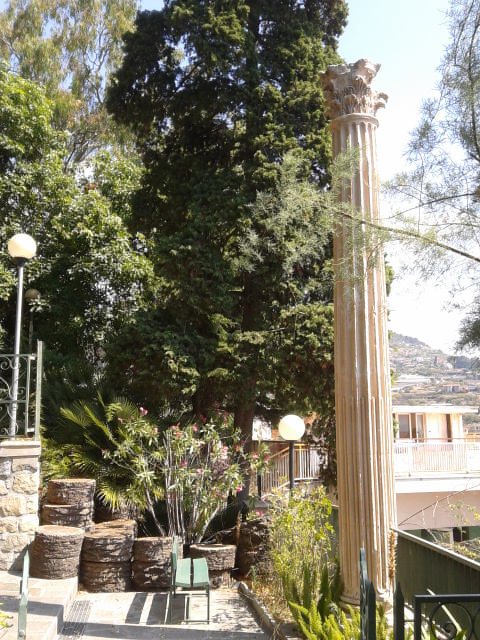
Villa Garnier, colonna delle Tuileries